# 573.
◄ | 5. stoljeće | 6. stoljeće | 7. stoljeće | ►
◄ | 540-ih | 550-ih | 560-ih | 570-ih | 580-ih | 590-ih | 600-ih | ►
◄◄ | ◄ | 570. | 571. | 572. | 573. | 574. | 575. | 576. | ► | ►►
Astronomija • Književnost • Kršćanstvo • Pravo • Promet

## Smrti
- Narzes, bizantski general (* 478.)

## Vanjske poveznice
|  | Zajednički poslužitelj ima još gradiva o temi 573. |